# Discolaimium conura
Discolaimium conura är en rundmaskart. Discolaimium conura ingår i släktet Discolaimium och familjen Dorylaimidae. Inga underarter finns listade i Catalogue of Life.